# گاز-۶۶
گاز-۶۶ (انگلیسی: GAZ-66) یک کامیون ساخت اتحاد جماهیر شوروی است. این کامیون توسط گاز (کارخانه خودروسازی گورکی) از سال ۱۹۶۴ تا ۱۹۹۹ تولید شد. این کامیون عمدتاً برای اهداف نظامی و همچنین برای کاربردهای غیرنظامی مانند حمل و نقل و تدارکات مورد استفاده قرار گرفت.
گاز-۶۶ دارای یک موتور ۴٫۲ لیتری بنزینی بود که قادر به تولید ۱۱۵ اسب بخار بود. حداکثر سرعت آن ۸۰ کیلومتر در ساعت (۵۰ مایل در ساعت) و برد تقریباً ۶۰۰ کیلومتر (۳۷۰ مایل) بود. این کامیون دارای ظرفیت حمل ۲٫۵ تن بود و مجهز به سیستم گیربکس ۴ سرعته دستی بود.
گاز-۶۶ به دلیل دوام و توانایی خود در جهت یابی در زمین های ناهموار شناخته شده بود. این خودرو دارای سیستم تعلیق قوی و فاصله زیاد از سطح زمین بود که به آن اجازه می داد شرایط چالش برانگیز خارج از جاده را مدیریت کند. این کامیون دارای یک سیستم باد کردن لاستیک مرکزی بود که می‌توانست فشار لاستیک را بر اساس زمین تنظیم کند و قابلیت‌های خارج از جاده را افزایش دهد.
گاز-۶۶ علاوه بر کاربرد نظامی، در کاربردهای مختلف غیرنظامی نیز مورد استفاده قرار گرفت. معمولاً به عنوان وسیله نقلیه حمل و نقل کالا و همچنین برای اهداف کشاورزی و ساخت و ساز استفاده می شد. این کامیون به کشورهای مختلف در سراسر جهان صادر شد و به دلیل قابلیت اطمینان و تطبیق پذیری آن شهرت یافت.
به طور کلی، گاز-۶۶ به نمادی از فناوری نظامی و صنعتی شوروی تبدیل شده است. علیرغم اینکه از تولید خارج شده است، همچنان یک انتخاب محبوب برای کلکسیونرها، علاقه مندان به آفرود و به عنوان یک وسیله نقلیه تاریخی است.